# Gacha Life
『Gacha Life』（ガチャライフ）は、Lunimeが開発したアメリカ合衆国のキャラメイクゲーム。

## 概要
Gachaという名前は日本の遊具であるガシャポンに由来している。『Gacha Life』では、ガシャポンから出てくるプラスチック製の人形を思わせるアニメ風のキャラクターを作ることが主軸となっている。
このゲームでは、プレイヤーは好きなファッション、顔、髪型などを選択することによってキャラクターを作ることができる。ファッションでは袖、ズボン、ベルト、手袋、靴なども個別に選択でき、その種類も多く用意されている。
このゲームで最も使用されるとされる「スタジオモード」では、自分がこれまでに作成したキャラクターを最大8人まで、自らが500以上の選択肢の中から選んだ背景の場所に置き、会話をさせることができる。ペットや家具、戦車なども含む車を小道具としてキャラクターの傍に配置することも可能となっている。このショーはソーシャルメディアで共有することができる。
この他、キャラクターの設定を深める「ライフモード」が用意されている。

## 反応
『Gacha Life』は2019年7月29日までに1000万回以上ダウンロードされている。
『エル・ウニベルサル』は、itch.ioで最も人気のあるゲームの一つに『Gacha Life』を挙げた。
コート=ダルモール県ルデアックでは、若い少女を対象としたワークショップで、創造性を高めるソフトウェアとして『Gacha Life』が採用された。

### GachaTuber
『Gacha Life』の機能を使用してアニメ形式のストーリー動画を作成し、その作品をYouTubeに投稿するユーザーが存在しており、そのようなユーザーはGachaTuberと呼ばれている。GachaTuberは各国の若年層中心で構成されており、モンテビデオ出身の12歳の少女は自らの作品で73000人の登録者と900万回以上の再生回数を獲得した。作品の一部には人種差別問題やいじめ、友情などの要素を含むものがある。